# 주체코 대한민국 대사관
주체코 대한민국 대사관은 1990년 6월 13일에 체코 프라하에 개설된 대한민국 외교부 소속의 대사관이다.

## 역사
대한민국은 벨벳 혁명 직후인 1990년 3월 22일에 체코 슬로바키아 연방공화국과의 외교 관계를 수립했다. 1990년 6월 13일에는 대한민국 정부가 체코슬로바키아 프라하에 주체코슬로바키아 대한민국 대사관을 설립했고 1991년 7월 19일에는 체코슬로바키아 정부가 대한민국 서울에 주한 체코슬로바키아 대사관(현재의 주한 체코 대사관)을 설립했다. 1993년 1월 1일을 기해 체코슬로바키아가 해체됨에 따라 주체코 대한민국 대사관으로 개편되었다. 한-체코 수교 32주년인 2022년 9월 프라하 6구역(Bubeneč) Pelléova가에 위치한 국유화 신축 청사로 이전하였다. 

## 역대 공관장
| 대수        | 성명           | 임명        |
| ----------- | -------------- | ----------- |
| 제1대 대사  | 선준영(宣晙英) | 1990년 7월  |
| 제2대 대사  | 민병석(閔炳錫) | 1993년 2월  |
| 제3대 대사  | 김재섭(金在燮) | 1995년 9월  |
| 제4대 대사  | 함명철(咸明澈) | 1998년 5월  |
| 제5대 대사  | 조창범(曺昌範) | 1999년 9월  |
| 제6대 대사  | 이춘희(李浚熙) | 2002년 2월  |
| 제7대 대사  | 전해진(全海鎭) | 2004년 9월  |
| 제8대 대사  | 조성용(趙誠勇) | 2007년 2월  |
| 제9대 대사  | 오갑렬(吳甲烈) | 2010년 3월  |
| 제10대 대사 | 문하영(文河泳) | 2013년 6월  |
| 제11대 대사 | 문승현(文勝鉉) | 2016년 11월 |
| 제12대 대사 | 김태진(金泰珍) | 2019년 12월 |
| 제13대 대사 | 홍영기         | 2023년 7월  |

## 같이 보기
- 대한민국-체코 관계
- 주한 체코 대사관
- 대한민국의 재외공관 목록
- 체코 주재 외국공관 목록